# Johan Arneng
Johan Arneng (* 14. Juni 1979 in Uddevalla) ist ein ehemaliger schwedischer Fußballspieler. Der Mittelfeldspieler, der 2004 zweimal in der schwedischen Nationalmannschaft zum Einsatz kam, konnte in Norwegen und Schweden nationale Titel feiern.

## Sportlicher Werdegang

### Internationaler Karrierestart und erste Titel
Arneng spielte in der Jugend bei IK Oddevold, IK Svane und IFK Sunne. 1995 wechselte er in das Fußballinternat von Degerfors IF. 1998 wechselte er zum FC Empoli nach Italien, mit dem er italienischer Jugendmeister wurde. 1999 kehrte Arneng nach Nordeuropa zurück und ging zum norwegischen Zweitligisten Raufoss IL. Nach zwei Spielzeiten schloss er sich Vålerengens Idrettsforening in der Tippeligaen an. Mit dem Verein gewann er 2002 den norwegischen Pokal.
Im Februar 2003 wurde Arneng vom amtierenden schwedischen Meister Djurgårdens IF verpflichtet. Dort konnte er sich auf Anhieb als Stammspieler etablieren und gewann in seinem ersten Profijahr in Schweden den Lennart-Johansson-Pokal für den schwedischen Meister. Im Januar 2004 wurde er daraufhin für die schwedische Nationalmannschaft nominiert. Im Rahmen des Carlsberg Cups kam er am 22. Januar bei der 0:3-Niederlage in Hongkong gegen die norwegische Nationalmannschaft zu seinem Debüt im Nationaljersey. Beim Spiel um den dritten Platz im Wettbewerb drei Tage später gegen eine Hongkonger Ligaauswahl stand er ein zweites Mal für die schwedische Nationalelf auf dem Platz. Auch die anschließende Spielzeit blieb für ihn nicht ohne Titel, im Endspiel um den Svenska Cupen wirkte er beim 3:1-Erfolg über den IFK Göteborg mit. In der Spielzeit 2005 holte er den dritten und vierten nationalen Titel in Schweden, als er mit dem Klub das Double aus Meisterschaft und Pokal gewinnen konnte.

### Wechsel nach Norwegen und Rückkehr nach Schweden
Nach Ende der Spielzeit 2007 wurde bekannt, dass Arneng nach Norwegen zurückkehren und ab Januar 2008 für Aalesunds FK auflaufen wird. Dort unterschrieb er einen Drei-Jahres-Vertrag. Mit der von seinem Landsmann Sören Åkeby betreuten Mannschaft fand er sich im Abstiegskampf wieder, so dass dieser im Saisonverlauf durch Kjetil Rekdal ersetzt wurde. An der Seite von Tor Hogne Aarøy, Daniel Arnefjord, Enar Jääger und Jonathan Parr belegte er mit dem Klub am Ende seiner ersten Spielzeit den Relegationsplatz, mit zwei Siegen gegen Sogndal Fotball hielt er mit der Mannschaft die Klasse.
Während Arneng mit der Mannschaft in der anschließenden Spielzeit 2009 auf einem Nicht-Abstiegsplatz landete, führte er die Mannschaft als Mannschaftskapitän ins Pokalfinale gegen Molde FK. Durch Tore von Glenn Roberts und Tor Hogne Aarøy endete das Spiel bei zwei Gegentoren von Mame Diouf mit 2:2-Unentschieden, so dass das Elfmeterschießen entscheiden musste. Hatte er als zweiter Schütze seines Klubs seinen Strafstoß verwandelt, führte ein verschossener Elfmeter von José Mota zum Pokaltriumph. In der folgenden Spielzeit verpasste er mit der Mannschaft als Tabellenvierter drei Punkte hinter Tromsø IL eigentlich das internationale Geschäft, erreichte den Europapokal allerdings über die Fair-Play-Wertung.
Aus familiären Gründen kehrte Arneng jedoch im Dezember 2010 nach Schweden zurück und schloss sich dem Erstliganeuling Syrianska FC an, bei dem er einen Zweijahresvertrag unterzeichnete. In einer von Verletzungsproblemen überschatteten Spielzeit 2011 belegte er mit dem Klub den Relegationsplatz. Die Mannschaft um Dwayne Miller, Peter Ijeh, Abgar Barsom und David Durmaz setzte sich jedoch gegen den Zweitliga-Dritten Ängelholms FF durch, im Rückspiel hatte er als Torschütze entscheidenden Anteil daran. Als Stammspieler trug er auch in der folgenden Spielzeit, als sich die Mannschaft erneut im unteren Tabellendrittel verdingte, zum Klassenerhalt bei.
Anfang 2013 schloss sich Arneng dem Drittligisten IK Sirius an, bei dem er einen Zwei-Jahres-Vertrag unterzeichnete. Mit Ablauf des Vertrags beendete er Ende 2014 seine aktive Laufbahn.
Hauptberuflich war Arneng später in der Pferdezucht tätig.

## Erfolge
- Schwedische Meisterschaft: 2003, 2005
- Schwedischer Pokal: 2004, 2005
- Norwegischer Pokal: 2002, 2009
- Italienische Jugendmeisterschaft: 1999